# Charles William Field
Charles William Field (6 avril 1828 - 9 avril 1892) est un officier de carrière, servant dans l'armée des États-Unis puis, lors de la guerre de Sécession, dans l'armée des États confédérés. Sa division est considérée comme l'une des meilleures de l'armée de Virginie du Nord. Field fait partie des quelques officiers américains qui conseillent l'armée égyptienne après la guerre de Sécession.

## Avant la guerre
Field naît dans la plantation familiale, « Airy Mount », dans le comté de Woodford County, Kentucky. Ses parents ont émigré de Virginie, et son père est un ami personnel de Henry Clay. Sous l'influence de Clay et d'Andrew Jackson, le président James K. Polk nomme Field cadet de l'académie militaire de West Point « sans responsabilité particulière ». Field est diplômé vingt-septième sur une promotion de 43 cadets en 1849 et accepte une affectation en tant que brevet second lieutenant dans le 2nd U.S. Dragoons. Il est affecté au service des frontières pendant cinq ans dans différents postes au Nouveau-Mexique, Texas, et dans les Grandes Plaines. En 1855, il est promu premier lieutenant et affecté dans le 2nd U.S. Cavalry nouvellement organisé, un régiment sous le commandement du colonel Albert Sidney Johnston qui comprend aussi Robert E. Lee et bien d'autres futurs généraux de la guerre de Sécession. En 1856, Field retourne à West Point en tant qu'assistant instructeur en tactiques de cavalerie. Il est promu capitaine en janvier 1861.

## Guerre de Sécession
Après l'éclatement de la guerre de Sécession, Field démissionne de l'armée des États-Unis le 30 mai 1861, et quitte West Point pour Richmond, où il offre ses services à la Confédération. Sa première affectation est d'organiser une école de cavalerie à Ashland, Virginie. En juillet, il devient commandant dans le 6th Virginia Cavalry (en), devenant son colonel en novembre. En mars 1862, il est promu brigadier général d'une brigade d'infanterie de Virginie. Il sert dans la célèbre « Light Division » d'A.P. Hill de l'armée de Virginie du Nord pendant la campagne de la vallée de la Shenandoah de Stonewall Jackson au printemps 1862. Field sert avec compétence pendant la campagne de la Péninsule, mais est sévèrement blessé à la jambe lors de la seconde bataille de Bull Run en août. Au début, on craint de devoir amputer sa jambe mutilée, mais les médecins réussissent à la sauver. Néanmoins, il faut près d'un an pour que Field récupère, bien qu'il ne recouvrera jamais complètement. Pendant sa convalescence, John M. Brockenbrough (en) et Henry Heth commandent la brigade de Field, qui maintient officiellement son nom jusqu'à la campagne de Chancellorsville. En mai 1863, utilisant des béquilles pour se déplacer, Field est capable de reprendre des services militaires limités, servant en tant que chef du bureau de la conscription dans le département de la guerre jusqu'en juillet. Il continue en tant qu'officier de recrutement et de conscription pendant neuf mois.
Prêt finalement pour reprendre le service sur le terrain, Field rejoint l'armée dans le Tennessee en février 1864, servant dans le bureau des généraux nommés pour la cour martiale contre Lafayette McLaws. Promu major général, il commande la division de vétérans précédemment commandée par John Bell Hood. Lors des combats confus dans la Wilderness, Field subit deux blessures légères, mais reste en poste tout au long de la campagne de l'Overland, dont la bataille de Spotsylvania Court House. Lorsque le lieutenant général James Longstreet est blessé par un tir fratricide dans la Wilderness, Field assume brièvement le commandement du First Corps, mais est remplacé plus tard par le major général Richard H. Anderson, qui a l'antériorité du grade et plus d'expérience au combat. La division de Field continue de bien se comporter lors des combats de la bataille de Cold Harbor et le siège de Petersburg. Dans l'après-midi du 16 août 1864, lors de la bataille de Deep Bottom, 5 000 soldats de l'Union commandés par le brigadier général Alfred H. Terry percent les lignes confédérées et menacent de mettre en déroute les défenseurs. Le cours de la bataille s'inverse lorsque Field organise une contre-attaque percutante qui force les fédéraux à retraiter. En avril 1865, il se rend avec sa division à Appomattox Court House. Comptant près de 5 000 hommes, elle est l'une des rares unités encore en condition de combattre.

## Après la guerre
Après la guerre, Field poursuit des affaires au Maryland et en Géorgie. Il voyage à l'étranger en 1875 et sert Isma'il Pasha, le khédive d'Égypte, en tant que colonel des ingénieurs, aidant à entraîner les officiers locaux et supervisant la construction de plusieurs projets. Il sert plus tard en tant qu'inspecteur général. Retournant aux États-Unis en 1877, il est nommé à la position d'huissier de la chambre représentants des États-Unis. Son service sous le commandement d'un chef d'État étranger lui fait perdre techniquement sa citoyenneté américaine, le rendant inéligible pour le poste. Néanmoins, l'ancien général confédéré Eppa Hunton fait valoir que le service de Field a été fait sous un contrat privé et qu'il n'a jamais prêté serment d’allégeance au khédive. Field est élu au poste.
Field est un membre du Maryland Club (en) à Baltimore.
Il devient un ingénieur civil de 1881 à 1888 et sert alors pendant un temps en tant que directeur de la Hot Springs Reservation (plus tard renommé Hot Springs National Park). Il meurt à Washington, et est enterré à Baltimore, dans le cimetière du parc de Loudon (en).
Au XXe siècle, la communauté du Kentucky a érigé un marqueur sur la route 62 des États-Unis près de Versailles commémorant les généraux de la guerre de Sécession du comté de Woodford, comprenant Field.